# 佐野夢加
佐野 夢加（さの ゆめか、1985年6月1日 - ）は、日本の陸上競技選手。陸上競技選手専門は短距離走。

## 人物
1985年6月1日、山梨県南巨摩郡増穂町（現在の富士川町）出身。増穂町立増穂中学校、駿台甲府高等学校を経て都留文科大学文学部初等教育学科を卒業。高等学校、大学を通して短距離専門選手として活動。
大学卒業後は都留文科大学に就職し、総務課職員として勤務しながら陸上競技選手として活動している。
2010年第16回アジア競技大会（ 中国・広州）では女子4✕100mリレーに出場し、3位入賞。
2012年第30回夏季オリンピックロンドン大会（ イギリス）では女子4✕100mリレーに出場、予選第1組で最終第四走者を任されたが、第一走者→第二走者でのバトンパスのミスもあり、8着（予選敗退）となった。

## 主要大会成績
- 日本陸上競技選手権大会
  - 2012年 - 女子100m：4位（11秒62）
- 第16回アジア競技大会
  - 2010年 - 女子4✕100mリレー：3位（44秒41、第三走者）